# Pinocchio (miniserie televisiva 2009)
Pinocchio è una miniserie televisiva di coproduzione internazionale, distribuita in prima visione assoluta il 1º novembre e il 2 novembre 2009, per due puntate, dal canale televisivo italiano Rai 1.

## Trama

### Prima puntata
Ci troviamo nella Firenze di fine Ottocento.  Lo scrittore Carlo Lorenzini, in arte Collodi, è pressato dall'editore per scrivere una nuova storia per bambini, ma non ha idee finché, per riparare il suo scrittoio di legno, va da Mastro Geppo, un falegname malinconico. Tramite la sua segretaria Elisa, scopre che Geppo soffre di solitudine in quanto ha perso la moglie durante il parto, e con essa il figlio appena nato.
Collodi è dispiaciuto e prende ispirazione dalla storia di Geppo per scrivere il suo nuovo racconto; si mette quindi all'opera per dare al falegname, rinominato Geppetto nel suo libro, il figlio che non ha mai avuto.
Geppetto è un povero falegname risentito dallo scarso lavoro. Un giorno decide di costruirsi una marionetta che possa fargli compagnia e domanda al suo burbero vicino e collega Mastro Ciliegia un ciocco di legno. Ciliegia gli regala quindi un ciocco che ha apparentemente sentito parlare, che non ha fatto altro che stressarlo mentre lo stava lavorando. Il ciocco, tuttavia, si lascia tranquillamente lavorare da Geppetto, il quale lo ribattezza Pinocchio e decide di ignorare i suoi strani movimenti.
Il giorno dopo, all'alba, quando Geppetto ancora dorme, una Fata giunge a casa sua e trasforma Pinocchio in un bambino. Gli dice che quando si sarà comportato bene e avrà reso fiero Geppetto, gli darà allora un cuore umano, permettendogli di essere permanentemente un essere umano, ma lo avvisa anche che alla sua prossima cattiva azione ritornerà di legno, finché non si sarà fatto perdonare, allora ritornerà di momentanea carne. Per assisterlo in questo suo viaggio, la Fata fa apparire un Grillo bibliotecario di fattezze umane che solo Pinocchio potrà udire e vedere.
Geppetto si risveglia e nota con gioia che Pinocchio è vivo e vero, ma è anche molto curioso e impertinente. Geppetto perde poi di vista Pinocchio presso la casa della maestra Laura, che dà a Geppetto dei consigli su come gestire Pinocchio e fare da bravo genitore. Nel frattempo Pinocchio incontra un ragazzo svogliato di nome Lucignolo, che non fa altro che dire a Pinocchio che se ne andrà via verso il Paese dei balocchi alla prossima Luna piena e che ingannando Pinocchio gli fa rubare delle ciambelle. Pinocchio viene acciuffato da due gendarmi, ma Geppetto, saputo il perché del suo arresto, si autoaccusa di essere il responsabile del furto, permettendo a Pinocchio di tornare a casa. Arrivato a casa il Grillo tenta di fargli la ramanzina per quello che ha combinato, finché non se ne va via indignato quando Pinocchio gli lancia contro un martello.
Pinocchio, cercando del cibo in casa, fa cadere della colla a terra, rimanendo incollato al pavimento. Il giorno dopo, Geppetto viene liberato ed è pronto ad essere severo con Pinocchio, tuttavia lo perdona dopo averlo scollato dal pavimento. Pinocchio ripromette di comportarsi meglio e di cominciare con l'andare a scuola. Con le cose che ha in casa, Geppetto fabbrica a Pinocchio un vestito migliore del sacco di iuta che aveva sin da burattino e vende la sua giacca, in quanto privo di soldi, per comprargli l'abbecedario. Sulla via, Pinocchio si attarda verso la scuola "aiutando" due fratelli truffatori ricercati in tutto il paese, il Gatto e la Volpe. Successivamente, incappa anche nel teatro ambulante del burattinaio Mangiafoco e vende l'abbecedario per vedere lo spettacolo.
A causa di questa azione, Pinocchio ritorna di legno ed è invitato dalle marionette sul palco a raggiungerlo, ma sia il pubblico che il burattinaio si arrabbiano per l'interruzione dello spettacolo. Mangiafoco cattura Pinocchio e decide di rapirlo e farne sua attrazione, quindi leva le tende e si dirige al porto per andare in America. Geppetto cerca in tutto il villaggio Pinocchio e solo più tardi Mastro Ciliegia arriva ad informarlo di averlo visto entrare nel teatro di Mangiafoco e che, apparentemente, è stato rapito dal burattinaio. Intanto il Grillo, informato dalla Fata, raggiunge Pinocchio e gli domanda come mai è tornato di legno e non si trova a scuola. Pinocchio mente per la vergogna, ma il suo naso si allunga, facendo capire al Grillo che sta dicendo una bugia e Pinocchio sputa il rospo.
Mangiafoco, sulla via, si ferma per una pausa pranzo, ma, non essendoci abbastanza legna secca, decide di bruciare una sua marionetta. Inizialmente decide di bruciare Pinocchio, ma questi lo convince a non farlo. Allora Mangiafoco decide di bruciare Arlecchino, ma Pinocchio, in un atto di coraggio e fratellanza, ammette che non è giusto che un innocente ci rimetta la pelle (o la corteccia). Per questo atto, Pinocchio ritorna umano e Mangiafoco e le marionetta ascoltano tutta la sua storia. Commosso, Mangiafoco gli regala cinque monete d'oro per ricomprare la giacca al padre e lo lascia andare e promette che nessuno dei suoi fratelli di legno sarà più castigato. Pinocchio torna indietro e Mangiafoco parte per l'America, proprio quando Geppetto e Ciliegia raggiungono il molo e, trovando il cappello di Pinocchio in mare, Geppetto si convince che Mangiafoco gli abbia portato via il figlio e cerca di trovare un modo per raggiungerlo.
Sulla via del ritorno, Pinocchio rincontra il Gatto e la Volpe che, scoperto che ha delle monete, decidono di ingannarlo: i due gli raccontano che esiste un luogo magico, il Campo dei miracoli, dove le monete possono essere seminate ed esse germogliano in alberi carichi di soldi. Pinocchio, ignorando e cacciando ancora una volta il Grillo, li segue. I tre si fermano all'Osteria del Gambero Rosso e, mentre Pinocchio dorme, i due furfanti si assentano con una scusa e si preparano ad aggredirlo travestiti da briganti incappucciati. Dopo aver pagato il conto del Gatto e la Volpe con una moneta datagli da Mangiafoco, Pinocchio, ignorando il consiglio di alcune lucciole, attraversa la foresta e viene attaccato dagli assassini.
Dopo aver finito di scrivere ciò, Collodi scende giù in paese a vedere come è messo Geppo con il suo scrittoio, ma scopre dai suoi vicini che non passa troppo tempo in casa "da quando è arrivato il bambino". Stupito, Collodi torna a casa e viene rimproverato da Elisa di aver scelto di concludere la storia di Pinocchio con la sua morte per mano degli assassini. Mentre Collodi si scusa con il fatto che l'unico a morire è solo un personaggio fittizio, dal bosco intorno alla villa pare provenire un urlo.
- Ascolti Italia: telespettatori 7 723 000 – share 31,79%[3]

### Seconda puntata
Stressato da editore e lettori, Collodi è costretto a far continuare le avventure del burattino e decide di salvarlo dalle avide grinfie del Gatto e della Volpe.
Quando i due assassini stanno per raggiungere Pinocchio, la Fata arriva, immobilizzando i due malandrini e porta Pinocchio alla sua abitazione nascosta, mentre poco dopo il Gatto e la Volpe ritornano a muoversi. Pinocchio, a causa della terribile esperienza, pare essere ammalato, ma, siccome non è totalmente umano, è difficile capirlo con certezza. La Fata fa quindi chiamare tre medici, che danno a Pinocchio un medicinale amaro che il paziente si rifiuta di ingerire, finché non nota quattro conigli-becchini fuori dalla porta. Intanto, Geppetto decide di costruire una barca per attraversare il mar Mediterraneo e l'Atlantico, raggiungere Mangiafoco e salvare suo figlio, ma viene messo in guardia da tutti che di recente è stato avvistato un mostro marino feroce come uno squalo e più grande di una balena: il Terribile Pesce-cane.
Pinocchio, intanto, si riprende completamente e decide di correre a casa, promettendo alla Fata di non distrarsi sulla via. Sfortunatamente incappa nel Gatto e la Volpe che decidono di tornare al piano originale e convincono Pinocchio a seminare le monete rimanenti al Campo dei miracoli, così da poter vivere da nababbo per molto tempo. Pinocchio semina le monete e i due "amici" gli dicono che ora deve annaffiarle con acqua di mare. Mentre Pinocchio corre a prendere l'acqua, mancando per pochissimo Geppetto, il Gatto e la Volpe rubano le monete e scappano via. Appreso del furto dal Grillo, Pinocchio torna dalla Fata per chiederle aiuto, ma trova la sua casa malridotta e la sua cameriera, una lumaca antropomorfa ritornata animale, che gli riferisce che i becchini hanno portato via la Fata, troppo addolorata per la promessa infranta da Pinocchio.
Mentre cerca di tornare a casa, Pinocchio si ritrova nel Paese delle Api Industriose, un luogo dove chi non lavora non mangia. Lì Pinocchio, rifiutandosi di aiutare la gente, finisce con l'andare in una fattoria a prendere qualche ciliegia, ma si ritrova intrappolato in una tagliola. Il padrone della fattoria, scambiandolo per uno dei ladri di polli, lo incatena alla cuccia del suo defunto cane Melampo, obbligandolo a fare il cane da guardia al suo pollaio. Sostenuto dal Grillo, che confida nel fatto che la Fata non può essere morta, Pinocchio scopre i ladri e li chiude nel pollaio. Il contadino quindi lo premia lasciandolo libero e gli offre il pranzo. Pinocchio poi scopre dai carabinieri, giunti a prendere i ladri, che Geppetto è in procinto di partire per l'America su una barchetta, dopo che i suoi concittadini hanno deciso di aiutarlo a riunirsi al figlio. Pinocchio e il Grillo, seguendo la Fata, sotto forma di fuoco fatuo, arrivano alla spiaggia, ma è troppo tardi: Geppetto è già all'orizzonte, non curante della tempesta in arrivo.
Pinocchio, ospitato dalla maestra Laura, viene informato da Lucignolo che Geppetto è spacciato e gli offre di venire con lui al Paese dei Balocchi il giorno dopo all'alba, quando arriverà la carrozza che lo porterà laggiù. Il giorno dopo, la barca distrutta di Geppetto si arena sulla spiaggia e Pinocchio, triste e ormai solo, scappa e segue Lucignolo fino al Paese dei Balocchi. Nel fantastico Paese dove non ci sono scuole e regole ma solo divertimento, Pinocchio, Lucignolo e molti altri bambini si danno alla pazza gioia fino alla notte, quando crollano dal sonno. Il giorno dopo, i ragazzi hanno tutti delle orecchie e delle code da somaro e, nel giro di poco, tutti sono trasformati in asini. Tutti vengono venduti, tranne Pinocchio che è costretto a fare da attrazione in un circo gestito dal proprietario del Paese dei Balocchi. Distratto dalla fugace apparizione della Fata, Pinocchio inciampa durante un'acrobazia e finisce azzoppato. Viene quindi venduto ad un tamburino che lo butta in mare per affogarlo e poi scuoiarlo per usare la sua pelle per il suo strumento. Pinocchio però grazie all'intervento della Fata sopravvive e ritorna normale. Liberatosi del tamburino, Pinocchio si mette a cercare il padre, ma viene inghiottito in un boccone dal Pesce-cane.
Al suo interno, Pinocchio trova Geppetto e con lui fugge dalle fauci del mostro e tornano a riva. Troppo provato dal freddo, Geppetto si ammala e Pinocchio lo porta presso la casa di una vecchia pescatrice che offre a loro ospitalità. Il medico locale scopre che ha la febbre e che del latte caldo ogni mattina dovrebbe farlo guarire. Su indicazione dell'anziana, Pinocchio si fa assumere da un contadino di nome Giangio per girare il bindolo, in quanto il suo asino (Lucignolo) è troppo stanco e moribondo per farlo. Il latte pare fare bene a Geppetto, ma una notte gli viene un attacco cardiaco. Pinocchio, pur di guarirlo, è consenziente a dargli il suo cuore di legno, anche se potrebbe non servire a nulla. A tali parole, l'anziana pescatrice si rivela essere la Fata e, dopo aver curato Geppetto dal suo malessere, trasforma Pinocchio in un bambino vero completo. Il giorno dopo, Geppetto e Pinocchio tornano a casa accolti da tutti i paesani e Pinocchio scopre con gioia che il Gatto e la Volpe sono stati arrestati. L'ultimo saluto viene dal Grillo, il quale ha concluso il suo compito e se ne deve andare via.
Collodi conclude il suo romanzo e si dirige da Geppo per il suo scrittoio, trovandolo riparato nella casa del falegname. All'interno del cassetto, ci trova anche i vestiti di Pinocchio e un biglietto su cui è scritto "grazie".
- Ascolti Italia: telespettatori 7 484 000 – share 26,39%[4]

## Produzione
È una coproduzione italo-britannica. È stata infatti realizzata da Rai Fiction, Lux Vide per l'Italia e dalla casa di produzione inglese Power per il Regno Unito. La miniserie, diretta da Alberto Sironi, e scritta da Ivan Cotroneo e Carlo Mazzotta, è ispirata al romanzo Le avventure di Pinocchio. Storia di un burattino di Carlo Collodi.
Come ne Le avventure di Pinocchio di Luigi Comencini (1972), Pinocchio è interpretato da un attore bambino (Robbie Kay), il quale torna burattino solo quando non si comporta bene, e sono presenti altri omaggi allo sceneggiato del 1972. Oltre ai classici personaggi, tra cui il Geppetto di Bob Hoskins e il Grillo Parlante di Luciana Littizzetto, vi è anche il personaggio di Collodi interpretato da Alessandro Gassmann.
È stata girata in parte a Civita di Bagnoregio.
È andata in onda in Italia il 1º e il 2 novembre 2009 su Rai 1. È stata distribuita anche in altri Paesi.